# 葡萄牙日、賈梅士日暨葡僑日
葡萄牙日、賈梅士日暨葡僑日（葡萄牙語：Dia de Portugal, de Camões e das Comunidades Portuguesas），葡萄牙的國慶日，定於每年的6月10日。該日為該國愛國詩人賈梅士的忌日。

## 源由
1977年，新建立的葡萄牙文人政府為了凝聚散居在世界各地的葡僑的向心力，正式將這一天定名為「葡國日、賈梅士日暨葡僑日」。

## 節日在澳門
每年在澳門舉行的慶祝活動，包括在白鴿巢公園賈梅士石洞獻花和朗誦賈梅士的愛國詩作。在葡萄牙對澳門結束管治前，澳門總督會參加活動，並奏起葡萄牙共和國國歌，澳門廣播電視有限公司也會作現場直播，此日亦為澳門公眾假期，澳門特區政府成立後被取消。但一些土生葡人和葡萄牙人也會慶祝該日的來臨，例如在葡萄牙駐澳門領事館升葡萄牙國旗等活動。

## 誤解
澳門學者吴志良在《东西交汇看澳门》一書中表示，葡萄牙選擇葡萄牙日、贾梅士日暨葡侨日而非10月5日的葡萄牙共和国成立日（正式名称为“共和国日”）為國慶日，實令人费解。1910年葡萄牙共和國建立後，葡萄牙本土、駐外機構和海外僑民團體開始會於10月5日（共和國日）舉行活動慶祝，包括升旗、授勳儀式及慶祝酒會；6月10日則遲至1977年才因「代表葡萄牙民族和遍佈世界的葡裔社群的和諧以及天才史詩作家的象徵意義」而被定名為葡萄牙日、賈梅士日暨葡僑日。

## 參看
- 葡萄牙自由日
- 葡萄牙共和國成立日
- 葡萄牙恢復獨立紀念日